# Хасанова, Мавжуда Ганиевна
Мавжуда Ганиевна Хасанова (узб. Mavjuda G’aniyeva Xasanova; род. 21 января 1972, Сурхандарьинская область, Узбекская ССР, СССР) — преподаватель, депутат Законодательной палаты Олий Мажлиса Республики Узбекистан. Член Народно-демократической партии Узбекистана.

## Биография
Мавжуда Хасанова родилась 21 января 1972 года в Сурхандарьинской области. В 2010 году окончила Термезский государственный университет. С 1992 года по 2006 работала преподавателем в № 11 общеобразовательной школе Шерабадского района.
В 2006—2011 работала заместителем директора, позже директором № 11 школы.
С 2011 по 2015 занимала должность заместителя хокима и председателя Комитета женщин Шерабадского района.
В 2017 году избрана заместителем председателя областного совета Народно-демократической партии Узбекистана.